# Дестеника
Дестенѝка или Тристѝника (на гръцки: Δεστενίκα, Τριστινίκα) е курортно селище в Северна Гърция, разположено в югозападния край на полуостров Ситония, на 2 km северно от Торони. Селото е част от дем Ситония на област Централна Македония и според преброяването от 2001 година има 30 жители. Селото има пясъчен плаж, в чиято южна част е организиран къмпинг.